# Солати, Шохре
Шохре Солати (перс. شهره صولتی‎; род. 4 января 1959 в Тегеране) — популярная иранская певица. Начав музыкальную карьеру в 1975, после Исламской революции 1979 продолжила её в изгнании.

## Дискография
- 1975: Dokhtar-e-Mashreghi
- 1980-е: Salam
- 1980-е: Telesm
- 1990-е: Sheytoonak
- 1990-е: Jaan Jaan
- 1990-е: Mix
- 1990-е: Joomeh Be Joomeh
- 1990-е: Sekeh Tala
- 1990-е: Mehmoon
- 1990-е: Ham Nafas
- 1990-е: Marmar
- 1990-е: Khatereh
- 1990-е: Panjereha
- 1990-е: Yeki Yekdooneh
- 1990-е: Sedaye Paa
- 1990-е: Gereftar
- 1990-е: Nemizaram Beri
- 1994: Zan
- 1996: Ghesseh Goo
- 1997: Shenidam
- 1998: Aksaasho Paareh Kardam
- 1999: Sayeh
- 2000: Hekayat
- 2001: Atr
- 2002: Safar
- 2003: Pishooni
- 2004: Yaram Koo
- 2005: Havas